# Ахадов, Аждар Баба оглы
Аждар Баба оглы Ахадов (азерб. Əjdər Baba oğlu Əhədov; 1881, Ленкоранский уезд — 16 июня 1972, Масаллинский район) — советский азербайджанский табаковод, Герой Социалистического Труда (1950).

## Биография
Родился в 1881 году в селе Мусакуча Ленкоранского уезда Бакинской губернии (ныне Масаллинский район Азербайджана).
С 1903 года трудится на Бакинских промыслах, с 1920 года на различных должностях в Ленкоранском уезде, с 1940 года председатель колхоза имени Чапаева Масаллинского района. В 1949 году получил урожай табака сорта «Трапезонд» 25,3 центнера с гектара на площади 12 гектаров. План по колхозу был выполнен на 252%.
С 1958 года пенсионер союзного значения.
Указом Президиума Верховного Совета СССР от 17 августа 1950 года за получение высоких урожаев табака в 1949 году Ахадову Аждару Баба оглы присвоено звание Героя Социалистического Труда с вручением ордена Ленина и золотой медали «Серп и Молот».
Активно участвовал в общественной жизни Азербайджана. Член КПСС с 1920 года.
Скончался 16 июня 1972 года в селе Мусакуча Масаллинского района.